# Limnophila (Limnophila) angularis
Limnophila (Limnophila) angularis is een tweevleugelige uit de familie steltmuggen (Limoniidae). De soort komt voor in het Australaziatisch gebied.